# Хайнеман, Бернд
Бернд Рейнхольд Джехард Хайнеман (нем. Bernd Reinhold Gerhard Heynemann; род. 22 января 1954 года в Магдебурге) — немецкий политик. С 2002 по 2009 год он был членом германского бундестага.
Он бывший футбольный судья.

## Жизнь и род занятий
С 1970 по 1973 год проходил профессиональное обучение в Polytechnischen Oberschule, получив диплом средней школы в качестве специалиста по информационным технологиям. Затем прошел военную службу в Северном Вьетнаме и в 1975 году начал изучать бизнес-администрирование в Магдебурге, которое в 1979 году окончил со степенью магистра. Потом Хайнеман работал в центре обработки данных в Магдебурге, а в последнее время — менеджером по маркетингу. В 1992 году перешел в АОК Магдебург на должность начальника отдела по связям с общественностью.

### Футбольный судья
Хайнеман провел в общей сложности 98 игр в Оберлиге ГДР с 1980 по 1991 год и 151 игру Бундеслиги к 2001 году . С 1988 по 1999 год он был судьей в 14 международных матчах категории А и 42 матчах Кубка европейских чемпионов. Самыми яркими моментами его карьеры стали участие в чемпионате Европы по футболу 1996 года и чемпионате мира по футболу 1998 года, где он провел игры Колумбии против Туниса (1: 0) и Италии против Норвегии (1: 0). Ему пришлось завершить карьеру рефери, когда он достиг возрастного предела 47 лет.

### Политическая карьера
Перед падением Берлинской Стены Хайнеман был членом СЕПГ. Он присоединился к ХДС в 1997 году и является членом Федерального спортивного комитета ХДС с 1999 года. С 2004 года он также является членом государственного исполнительного комитета ХДС земли Саксонии-Анхальт.
Хайнеман был членом городского совета Магдебурга с 1999 года.
С 2002 по 2009 год он был депутатом Бундестага Германии. Бернд Хайнеман вошел в бундестаг через государственный список Саксонии-Анхальт. Его домашний избирательный округ — город Магдебург.
Удивительно, но на выборах в Бундестаг 2009 года он был всего лишь девятым в государственном списке. Он был прямым кандидатом от ХДС в избирательном округе Бундестага в Магдебурге (избирательный округ 70), но пропустил повторный вход в парламент, набрав 31,0 % первых голосов.
21 апреля 2015 года Хейнеман заменил Кая Бартеля в парламенте земли Саксония-Анхальт. Он оставался членом парламента штата до конца законодательного периода 12 апреля 2016 года.